# Servin
Servin ist eine französische Gemeinde mit 200 Einwohnern (Stand: 1. Januar 2022) im Département Doubs in der Region Bourgogne-Franche-Comté.

## Geographie
Servin liegt auf 491 m, neun Kilometer südöstlich von Baume-les-Dames und etwa 34 Kilometer ostnordöstlich der Stadt Besançon (Luftlinie). Das Dorf erstreckt sich im Jura, in leichter Muldenlage auf dem Plateau zwischen dem Tal des Cusancin und der Höhe des Bois du Barbot.
Die Fläche des 10,03 km² großen Gemeindegebiets umfasst einen Abschnitt des französischen Juras. Der Hauptteil des Gebietes wird von der Hochfläche eingenommen, die sich zwischen dem Tal des Cusancin und dem Höhenrücken des Grand Rocher ausdehnt, durchschnittlich auf 500 m liegt und leicht gewellt ist. Sie ist überwiegend von Acker- und Wiesland bestanden, zeigt aber auch einige Waldflächen. Das Plateau besitzt keine oberirdischen Fließgewässer, weil das Niederschlagswasser im verkarsteten Untergrund versickert. Die Mulde von Servin läuft nach Norden in einem Trockental aus, das topographisch zum Einzugsgebiet des Cusancin gehört. Die nördliche Grenze verläuft im engen, fast 100 m tief in die umgebenden Plateaus eingeschnittenen, jedoch gewässerlosen Tal, das die natürliche Verbindung zwischen dem Becken von Sancey und dem Cusancin herstellt. 
Gegen Süden steigt das Plateau von Servin allmählich an, bevor eine rund 50 m hohe Geländestufe zum bewaldeten Hochplateau des Bois du Barbot überleitet. Die südliche Grenze bildet die teils felsige Krete des Grand Rocher, auf der mit 710 m die höchste Erhebung von Servin erreicht wird.
Nachbargemeinden von Servin sind Cusance und Crosey-le-Petit im Norden, Vellevans im Osten, Ouvans im Süden sowie Lanans im Westen.

## Geschichte
Durch das Gebiet von Servin führte zur Römerzeit ein wichtiger Verkehrsweg, der die Verbindung zwischen Vesontio (Besançon) und dem Oberrhein herstellte. Im Mittelalter gehörte Servin zur Herrschaft Clerval, die im 14. Jahrhundert unter die Oberhoheit der Grafen von Montbéliard kam. Zusammen mit der Franche-Comté gelangte das Dorf mit dem Frieden von Nimwegen 1678 an Frankreich.

## Sehenswürdigkeiten
Ihre heutige Gestalt erhielt die Kirche Saint-Pierre beim Neubau im Jahr 1818. Nach dem Brand von 1984 mussten Glockenturm und Kirche umfassend restauriert werden. Aus dem 16. Jahrhundert stammt das Herrschaftshaus, das ursprünglich der Familie Vernerey gehörte.

## Bevölkerung
| Jahr                       | 1962 | 1968 | 1975 | 1982 | 1990 | 1999 | 2016 |
| Einwohner                  | 156  | 148  | 144  | 149  | 151  | 164  | 201  |
| Quellen: Cassini und INSEE |      |      |      |      |      |      |      |

Mit 200 Einwohnern (Stand 1. Januar 2022) gehört Servin zu den kleinen Gemeinden des Départements Doubs. Nachdem die Einwohnerzahl in der ersten Hälfte des 20. Jahrhunderts abgenommen hatte (1881 wurden noch 276 Personen gezählt), wurden seit Beginn der 1960er Jahre nur noch geringe Schwankungen verzeichnet.

## Wirtschaft und Infrastruktur
Servin war bis weit ins 20. Jahrhundert hinein ein vorwiegend durch die Landwirtschaft (Ackerbau, Obstbau und Viehzucht) und die Forstwirtschaft geprägtes Dorf. Daneben gibt es heute einige Betriebe des lokalen Kleingewerbes. Viele Erwerbstätige sind auch Wegpendler, die in den größeren Ortschaften der Umgebung ihrer Arbeit nachgehen.
Die Ortschaft liegt abseits der größeren Durchgangsstraßen an einer Departementsstraße, die von Besançon nach Sancey-le-Grand führt.